# سیارک ۶۰۹۴
سیارک ۶۰۹۴ (به انگلیسی: 6094 Hisako، نامگذاری:1990VQ1) شش هزار و نود و چهارمین سیارک کشف شده‌است که در ۱۰ نوامبر ۱۹۹۰ کشف شد.
قدر مطلق سیارک برابر ۴۲.۶ است.